# Rachicerus zonatus
Rachicerus zonatus är en tvåvingeart som först beskrevs av Osten Sacken 1881.  Rachicerus zonatus ingår i släktet Rachicerus och familjen vedflugor. Inga underarter finns listade i Catalogue of Life.